# Pionirji divergentnega marketinga
Pionirji divergentnega marketinga je osmi studijski album slovenske rock skupine Zmelkoow in njihov prvi studijski album po sedmih letih. Izdan je bil 29. novembra 2016 pri založbi KUD Napačen planet. Izid je napovedal singl "Mama Koka".

## Ozadje
Skupina je pisala nove pesmi od izdaje albuma Čista jajca? leta 2009. Ko so določeno pesem napisali, so kmalu zatem poiskali studio in producenta ter jo posneli. Tako so bile pesmi posnete v več studijih z več producenti.
Naslov albuma je frontman Goga Sedmak razložil:
"Pionirji divergentnega marketinga smo že od nekdaj, toda tega nismo prepoznali kot svojo identiteto. Že pred več kot desetimi leti smo izdali singel "Ljubo doma, mi pa pri Ljubotu", ki se začne: "Dokler nismo vedeli, kam smo hot'li prit, se nismo zgubili." In smo zelo konsistentni v tej drži: še vedno ne vemo, kje smo in kam hočemo prit. Smo pa jo prepoznali kot močno strujo, ki jo priporočamo tudi drugim. Predvsem zato, da nas ne bodo z leve in desne prehitevali, ampak da bodo cepetali na mestu in šli malo naprej in nazaj — tako kot mi — in bomo ostali konkurenčni."

## Glasba
Pesmi "Hočem bit DJ" in "Kaj nam fali?", "Zavese plešejo" ter "Zlata ribica" so izšle že leto pred izdidom Pionirjev divergentnega marketinga na EP-ju Malo dnarja, malo muzike. "Zavese plešejo" je bila sicer prvič posneta že leta 1999 v okvirju oddaje Izštekani in izdana na albumu Izštekani pri Juretu Longyki leto kasneje.
Vodilni singl, "Mama koka", je basenska pripoved o piščancu in medvedu, ki kadita marihuano. Sedmak je o pesmi povedal:
"V osnovi smo hoteli posneti basen, kot je tudi sama skladba. Že [Jean de] La Fontaine je ugotovil, da otroci bolj razumejo sporočila iz basni kot iz učbenikov in drugih resnih gradiv. Zato smo želeli opozoriti današnjo mladino, kako je čezmerno zakajanje škodljivo, ker prej ali slej končaš kot pohan piščanec. In smo zaradi tega tudi obliko prilagodili občinstvu, ki mu je sporočilo namenjeno."

## Kritični odziv
Odziv na album je bil v glavnem pozitiven. V recenziji na portalu Muzikobala je Samo Turk pripomnil: »[...] na aktualnem Pionirji divergentnega marketinga pa se [Zmelkoow] nekako spet vračajo na stara pota.«
Za Rockline je Aleš Podbrežnik zapisal: »V ponovnem norčevanju iz samega sebe, norčevanju iz drugih in tako ti nastavljajo ogledalo z odsevom, ki ga nočeš biti vajen, pa vendar odsevom, ki je v samoironiji v končnem seštevku stvarnejši, kot bi si upali zamisliti.« Pohvalil je izboljšanje ustvarjanja skupine v primerjavi s prejšnjim studijskim albumom, pripomnil pa je tudi, da je humor skupine omejen zgolj na njihovo starostno skupino in da ga mlajši poslušalci ne bi mogli ceniti v polni meri.
Jaša Lorenčič je na portalu Urbani v pozitivni recenziji zapisal: »[...] uspeh albuma Pionirji divergentnega marketinga, osmega studijskega albuma Zmelkoow, je bolj ali manj uspešen ravno zaradi tega, ker uspe preko svežega štofa vzbuditi najboljše spomine.«

## Seznam pesmi
Vse pesmi je napisal Goga Sedmak.
| Št. | Naslov                                 | Dolžina |
| --- | -------------------------------------- | ------- |
| 1.  | „Mama koka‟                            | 4:14    |
| 2.  | „Polna luna‟                           | 3:08    |
| 3.  | „Zlata ribica‟                         | 2:53    |
| 4.  | „Čik pavza in mala potreba (Ogledalo)‟ | 3:05    |
| 5.  | „Nočem bit DJ‟                         | 3:47    |
| 6.  | „Pussy revolucija‟                     | 2:47    |
| 7.  | „Kaj nam fali?‟                        | 3:22    |
| 8.  | „Konec sveta‟                          | 3:10    |
| 9.  | „Resnica o Titaniku‟                   | 3:14    |
| 10. | „Dandanes‟                             | 3:24    |
| 11. | „Zavese plešejo‟                       | 3:36    |
| 12. | „Pesnik v elementu‟                    | 4:45    |

## Zasedba
Zmelkoow
- Goga Sedmak — vokal, kitara
- Žare Pavletič — bas kitara
- Aleš Koščak — bobni
- Anuša Podgornik — klaviature, flavta, spremljevalni vokal
- Iztok Cergol — harmonika, saksofon, mandolina, violina

Ostali glasbeniki
- Rok Škarabot — tolkala (8)
- Aleksandra Čermelj — vokal (11)
- Eva Brajkovič — vokal (11)